# Nicéas Drumont
Nicéas Drumont (Nicéas Alves Martins, nascido em 1951 no povoado Itaipu - Rosário, Maranhão), foi um cantor e compositor brasileiro. Morreu cedo, aos 39 anos.
Nascido no povoado Itaipu, em Rosário - Maranhão, e vindo de uma família humilde, o rapaz desde cedo demonstrou grande habilidade no trato com as palavras, pois extraía com facilidade a musicalidade escondida por trás de versos por ele mesmo inventados. De alguma forma ele sabia que aquele dom poderia servir mais do que para animar reuniões familiares e encontro com amigos. O talento de Niceas não ficou restrito a seu povoado, a São Luís ou mesmo ao Maranhão. Buscando projetar seu nome, ele resolveu arriscar uma carreira artística fora de sua terra. Mesmo enfrentando dificuldades financeiras e a consequente separação da família, embarcou rumo ao Rio de Janeiro, onde permaneceu por aproximadamente dois anos, enfrentando as dificuldades naturais e os obstáculos de quem contava apenas com o talento e com a vontade de vencer pela própria arte. Após deixar o Rio de Janeiro, o artista maranhense foi aventurar sua sorte em São Paulo, de onde conseguiu se projetar para todo o Brasil. Suas composições começaram a tocar nas rádios e ele se tornou um nome bastante requisitado por parte de diversos intérpretes que se encantavam com as apuradas letras e com as soluções melódicas do jovem compositor. 
Compositor de vários estilos, compôs mais de cem canções românticas que foram gravados por artistas como Sérgio Reis, Célia & Celma, Genival Lacerda, Sula Miranda, Fafá de Belém, Nando Cordel e Ângelo Máximo, além de composições de forró, a maioria lançadas por Genival Lacerda.
Nicéas Drumont faleceu no dia 27/08/1990.

## Discografia
- (1984) Nicéas Drumont
- (1982) Eu, Você e a Cidade
- (1979) Peregrinação